# Crenação
A crenação é uma plasmólise das hemácias quando colocadas em meio hipertônico. O contrário de hemólise. Ocorrendo a saída excessiva de água, (perda de agua) a célula murcha dando origem a crenação, ocorrendo danos reversíveis à célula mas que podem levá-la a morte.
As hemácias como muitas outras células regulam seu volume celular por meio de um processo chamado RVD (Regulatory volume decrease) ou RVI (Regulatory volume increase).
Um exemplo é a mielinólise pontina, que é um dano neurológico temível e ireversível ocasionado por uma destruição da bainha de mielina (camada de revestimento de células nervosas) do tronco cerebral.
Pode ser causada, na maioria das vezes por uma hiponatremia (diminuição dos níveis plasmáticos de sódio) corrigida rapidamente, mas o alcoolismo, a desnutrição, a síndrome de Wernicke-Korsakoff, a caquexia, aumentam o risco de mielinólise pontina, sendo esta uma conseqüência de outras condições. Caro leitor, a hiponatremia causa apenas o inchaço celular, pois a osmolaridade do plasma sanguíneo, nessa condição, é menor que das hemácias, fazendo com que a água migre do meio com menos soluto para o meio com mais soluto. Ver osmolaridade. Verifique as referências.